# سرطان كماني قصير الجبهة
سرطان كماني قصير الجبهة (الاسم العلمي:Uca brevifrons) هو نوع من الحيوانات يتبع جنس السرطان الكماني من فصيلة السرطانات الشبحية.